# Slalomvärldsmästerskapen i kanotsport 2009
Slalomvärldsmästerskapen i kanotsport 2009 anordnades den 9-13 september i La Seu d'Urgell, Spanien.

## Medaljsummering

### Medaljtabell
| Pl.    | Nation         | Guld | Silver | Brons | Totalt |
| ------ | -------------- | ---- | ------ | ----- | ------ |
| 1      | Slovakien      | 3    | 3      | 0     | 6      |
| 2      | Frankrike      | 1    | 2      | 0     | 3      |
| 3      | Storbritannien | 1    | 1      | 2     | 4      |
| 3      | Tyskland       | 1    | 1      | 2     | 4      |
| 5      | Slovenien      | 1    | 0      | 1     | 2      |
| 6      | Tjeckien       | 1    | 0      | 0     | 1      |
| 7      | Spanien        | 0    | 1      | 3     | 4      |
| Totalt | Totalt         | 8    | 8      | 8     | 24     |

### Herrar
| Gren    | Guld | Poäng  | Silver                                                                                            | Poäng  | Brons | Poäng  |
| C-1     | Tony Estanguet (FRA)                                                                                        | 96,21  | Michal Martikán (SVK)                                                                             | 98,76  | Jan Benzien (GER)                                                                                           | 99,60  |
| C-1 lag | Slovakien Alexander Slafkovský Michal Martikán Matej Beňuš                                                  | 100,84 | Frankrike Nicolas Peschier Denis Gargaud Chanut Tony Estanguet                                    | 103,77 | Spanien Jordi Domenjó Jon Ergüín Ander Elosegi                                                              | 106,68 |
| C-2     | Slovakien Pavol Hochschorner Peter Hochschorner                                                             | 105,70 | Slovakien Ladislav Škantár Peter Škantár                                                          | 105,84 | Slovenien Luka Božič Sašo Taljat                                                                            | 107,37 |
| C-2 lag | Slovakien Pavol Hochschorner & Peter Hochschorner Ladislav Škantár & Peter Škantár Tomáš Kučera & Ján Bátik | 113,51 | Tyskland David Schröder & Frank Henze Marcus Becker & Stefan Henze Robert Behling & Thomas Becker | 116,97 | Storbritannien Tim Baillie & Etienne Stott David Florence & Richard Hounslow Daniel Goddard & Colin Radmore | 117,20 |
| K-1     | Peter Kauzer (SLO)                                                                                          | 92,84  | Boris Neveu (FRA)                                                                                 | 94,89  | Carles Juanmartí (ESP)                                                                                      | 95,89  |
| K-1 lag | Tjeckien Ivan Pišvejc Vavřinec Hradilek Michal Buchtel                                                      | 98,17  | Storbritannien Campbell Walsh Huw Swetnam Richard Hounslow                                        | 99,46  | Spanien Joan Crespo Guillermo Díez-Canedo Carles Juanmartí                                                  | 100,62 |

### Damer
| Gren    | Guld                                                           | Poäng  | Silver                                                    | Poäng  | Brons                                                  | Poäng  |
| K-1     | Jasmin Schornberg (GER)                                        | 106,75 | Maialen Chourraut (ESP)                                   | 107,96 | Elizabeth Neave (GBR)                                  | 109,04 |
| K-1 lag | Storbritannien Elizabeth Neave Louise Donington Laura Blakeman | 112,79 | Slovakien Jana Dukátová Elena Kaliská Gabriela Stacherová | 118,14 | Tyskland Jasmin Schornberg Claudia Bär Jacqueline Horn | 119,84 |